# Cimicomorpha

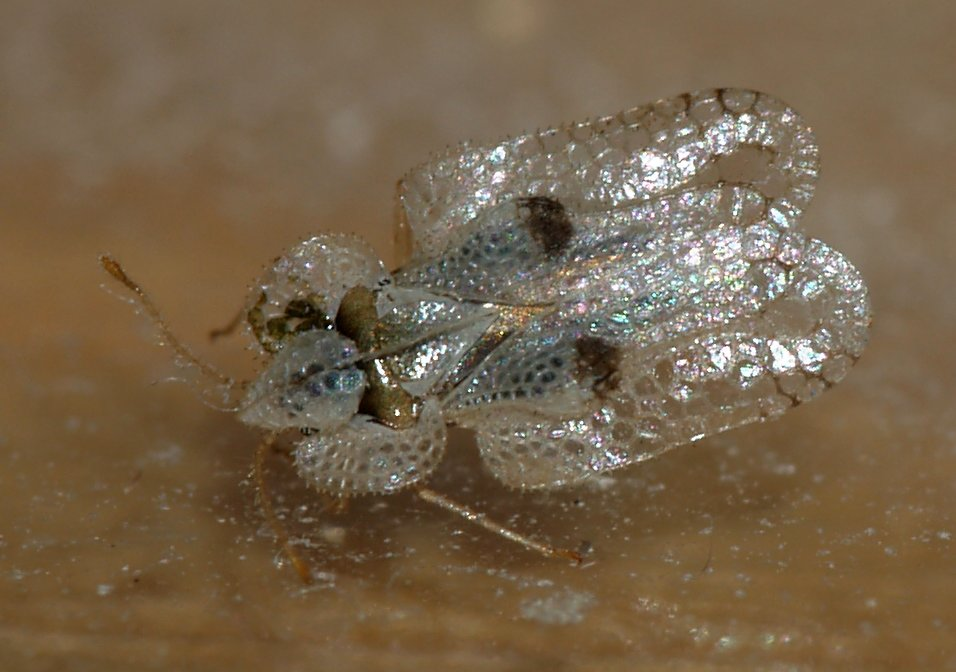
Corythucha ciliata, familia Tingidae.

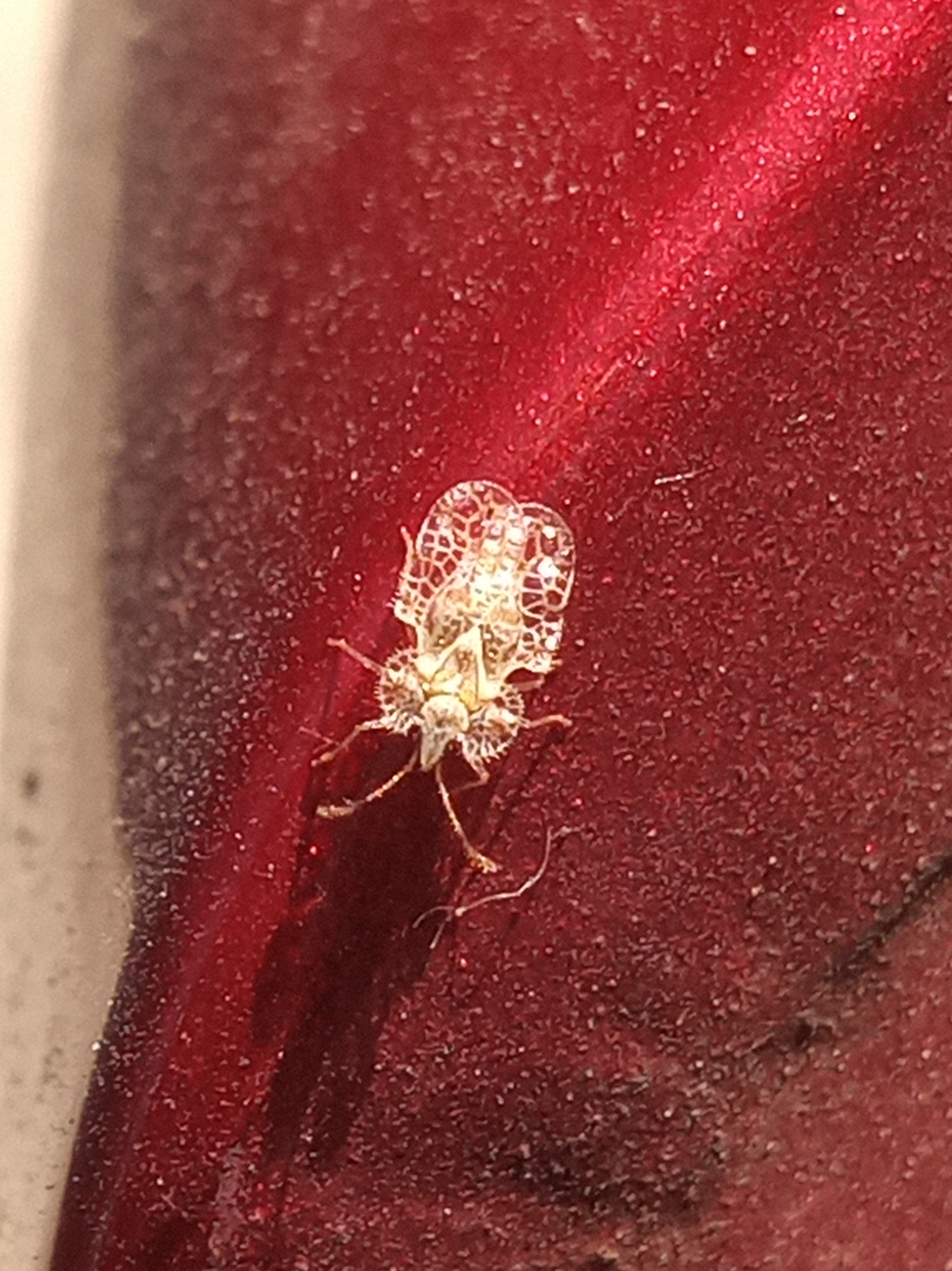
Chinche de encaje del crisantemo Corythucha marmorata, familia Tingidae.

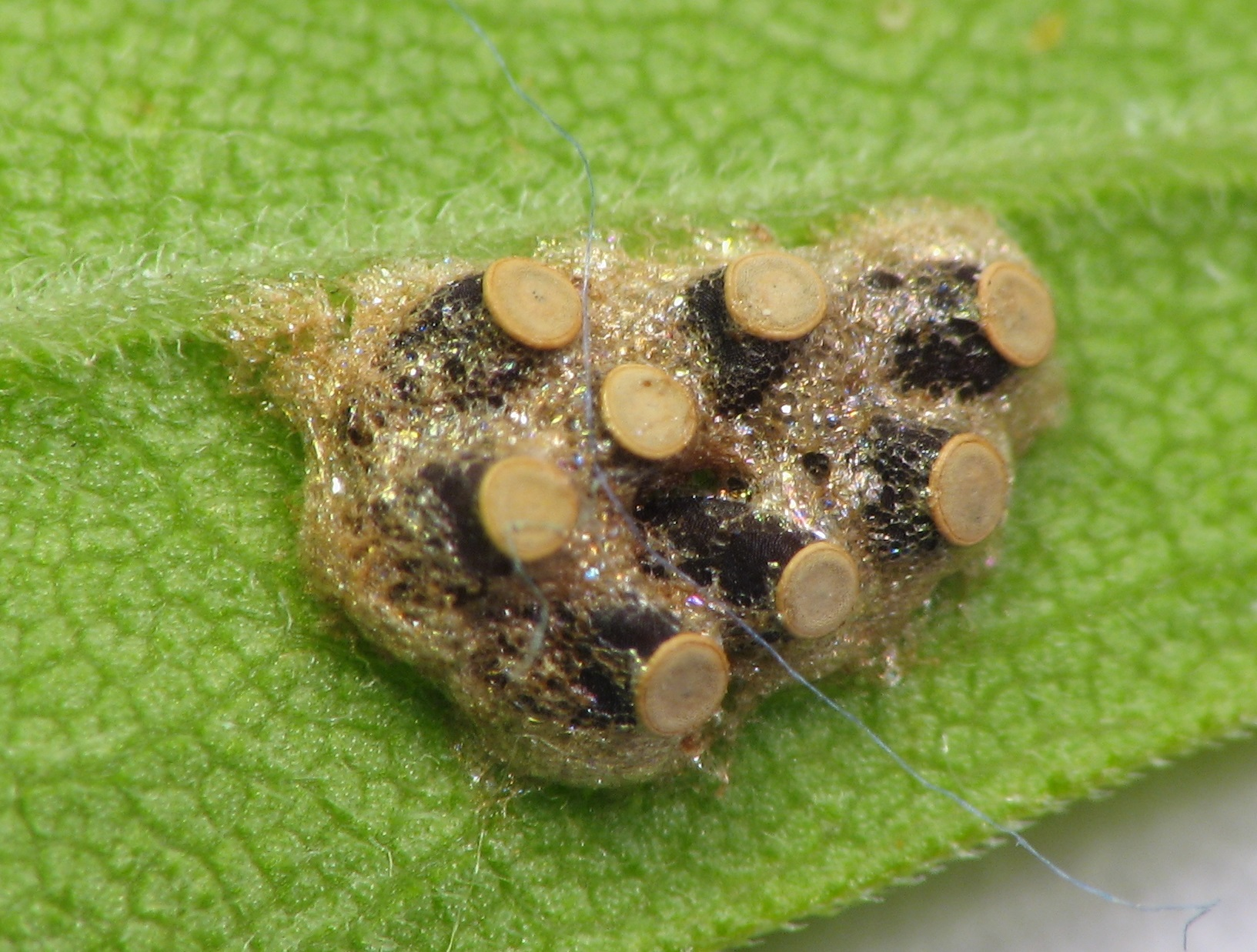
Huevos de Phymata, familia Reduviidae.

Los cimicomorfos (Cimicomorpha) son un infraorden de insectos hemípteros del suborden de los heterópteros.
Hay  alrededor de 20,600 especies en más de 2700 géneros en 17 familias. Las dos familias más numerosas son Miridae y Reduviidae.
La mayoría son carnívoros, algunos son hematófagos, es decir que se alimentan de sangre (por ejemplo la familia Cimicidae). Los de la familia Miridae son en general herbívoros, con algunas especies carnívoras, de alimentación mixta o que se alimentan de hongos.

## Taxonomía
- Cimicoidea

- Anthocoridae - chinches piratas
- Cimicidae - chinches de cama
- Polyctenidae - chinches murciélagos
- Plokiophilidae
- Medocostidae
- Velocipedidae
- Nabidae

- Miroidea

- Miridae - chinches de plantas
- Microphysidae

- Tingoidea

- Eboidae
- Tingidae - chinches de encaje
- Vianaididae

- Thaumastocoroidea

- Thaumastocoridae- chinches reales

- Reduviodea

- Pachynomidae
- Reduviidae - chinches asesinas
- Phymatidae

- Incertae sedis

- Curaliidae
- Joppeicidae
- Lasiochilidae
- Lyctocoridae
- Medocostidae